# Скопіно
Ско́піно (рос. Скопино) — село у складі Білозерського району Курганської області, Росія. Адміністративний центр та єдиний населений пункт Скопінської сільської ради.
Населення — 292 особи (2017, 349 у 2010, 462 у 2002).